# Dolf de Vries (acteur)
Adolf (Dolf) de Vries  (Den Haag, 11 juli 1937 - aldaar, 5 december 2020) was een Nederlands acteur en auteur.

## Loopbaan
De Vries werd vooral bekend door zijn rol in de oorlogsfilm Soldaat van Oranje als Jacques ten Brinck. In 1994 werd hij gevraagd voor de rol van Ed Couwenberg in de ziekenhuissoap Onderweg naar Morgen.  Deze rol speelde hij van 1994 tot 1999. In 2006 speelde hij notaris Smaal in de film Zwartboek.

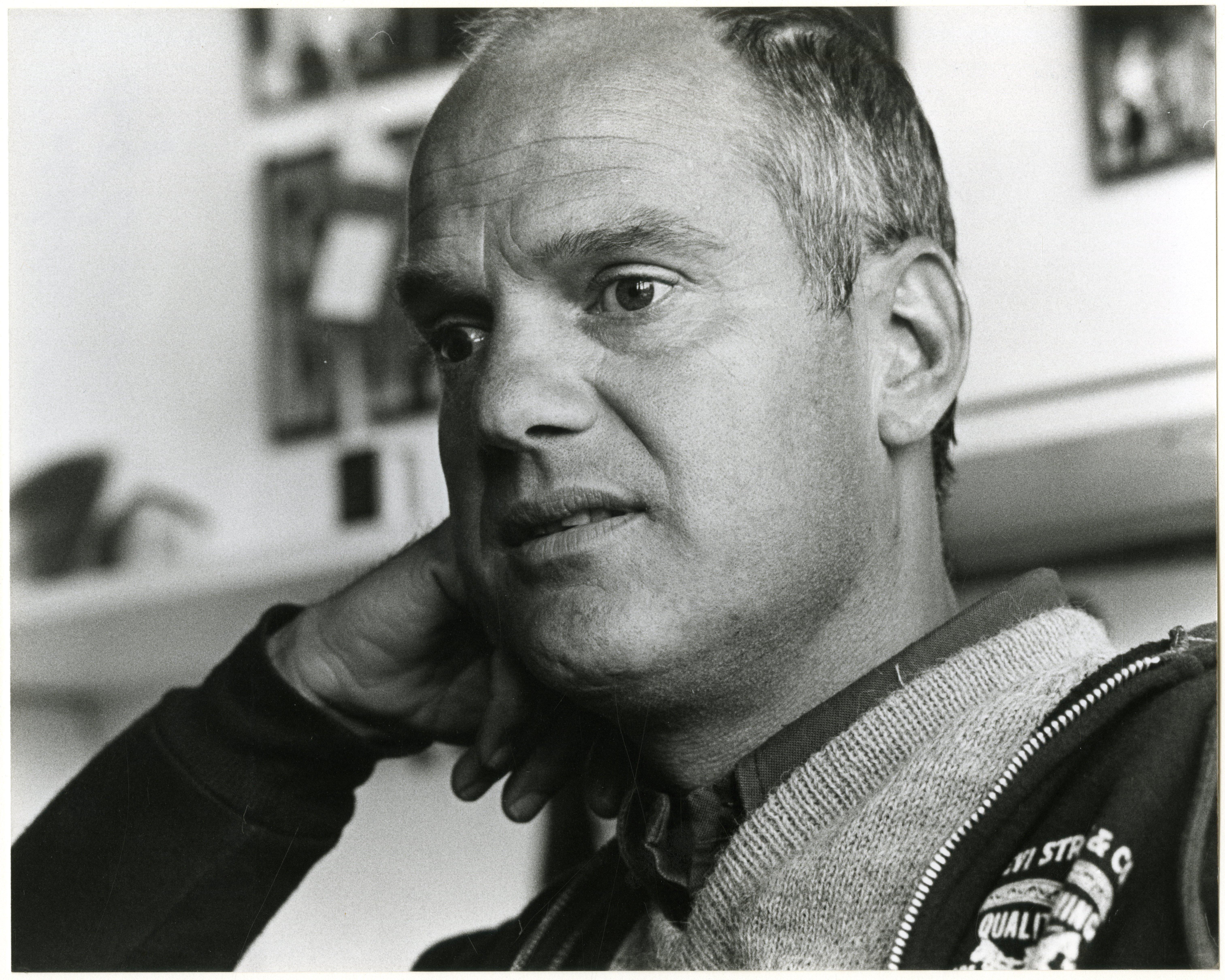
Dolf de Vries, schrijver, 1981

De Vries is tevens auteur van meer dan 40 (reis)boeken, uitgegeven bij Unieboek/Spectrum en Uitgeverij Elmar. In totaal zijn er meer dan 350.000 van zijn boeken verkocht.

## Televisie
- Waaldrecht - Notaris Toesaete (1974)
- Mensen zoals jij en ik 1981 en 1985, 2 episodes
- Mata Hari (1981)
- Er waren twee koningskinderen - advocaat (1982)
- Oma Fladder (1984)
- Dossier Verhulst - Oscar Verhulst (1986-1987)
- Moordspel  - Inspecteur Lucassen ( afl. Te Hard Accoord, 1987)
- De Wandelaar - Rozendaal (afl. Het lijk in het bos, 1988)
- Recht voor z'n Raab - Directeur (1992)
- Coverstory - Dr. Heerema (1993)
- Onderweg naar Morgen - Ed Couwenberg (1994-1999)
- Keyzer & De Boer Advocaten - Adv. Samuel Groenteman (afl. Ouwe rotten, 2008)
- Rembrandt en ik - Johannes Sylvius (afl. Saskia Van Uylenburgh, 2011)
- Flikken Maastricht - Bejaarde (afl. Djellaba, 2014)
- Het geheime dagboek van Hendrik Groen - Bejaarde (afl. 18 december , 2018)

## Film
- O, kijk mij nou (1962) - Timothy
- Turks fruit (1973) - Paul
- Het debuut (1977) - Peter Sanders
- Soldaat van Oranje (1977) - Jacques ten Brinck
- Te gek om los te lopen (1981) - Robert
- Hoge hakken, echte liefde (1981) - John
- De stilte rond Christine M. (1982) - boetiekeigenaar
- Het verleden (1982)
- De vierde man (1983) - Dr. de Vries
- Het bittere kruid (1985) - Dijter van Gelder
- Vroeger is dood (1987) - Johan
- Ava & Gabriel - Un historia di amor (1990) - bisschop Hildebrand
- De bunker (1992) - Ferguson
- Zwartboek (2006) - Notaris Smaal
- Brüder III - Auf dem Jakobsweg (2006) - Arie
- Milo (2012) - Lucas Mulder
- Tot de dood ons scheidt (2016) - Alfred
- Het Begin en het Eind (2019) - Nico

## Boeken
- Het mes van de Andes, 1978 Uitgeverij Nijgh & Van Ditmar, Den Haag, ISBN 9023654358
- Indonesië in een rugzak, 1991, Van Reemst Uitgeverij/Unieboek b.v., Houten, ISBN 9789041023179
- Vietnam, 1997, Van Reemst Uitgeverij/Unieboek b.v., Houten, ISBN 9789047520306
- Australië in een rugzak, 2000, Van Reemst Uitgeverij/Unieboek b.v., Houten, ISBN 9041023194
- Nieuw-Zeeland in een rugzak, 2002 Uitgeverij Van Reemst, Houten ISBN 9041023208
- Screentest, 2009, Uitgeverij Van Holkema & Warendorf, ISBN 9789047509110
- Reizen door Laos en Cambodja met Dolf de Vries, 2013, Uitgeverij Elmar, Delft, ISBN 9789038922300
- Ik wil geen opa heten!, 2013, Uitgeverij Elmar, Delft, ISBN 9789038923895
- Ik wil geen opa heten!, tweede druk, 2014, Uitgeverij Elmar, Delft, ISBN 9789038923895
- Reizen door Albanië en Macedonië met Dolf de Vries, 2015, Uitgeverij Elmar, Delft, ISBN 97890389 24588
- Cuba, vrolijk getralied land, 2015, Uitgeverij Elmar, Delft, ISBN 9789038924984
- Een muur van blauw, 2017 Uitgeverij Elmar BV, Delft ISBN 9789038925783
- Namibië, een rustig sterk land, 2017 Uitgeverij Elmar BV, Delft ISBN 9789038926322
- Vrucht van de leugen, 2019 Uitgeverij Elmar, Delft ISBN 9789038927022

- Bibsys: 13021417
- Bibliothèque nationale de France: cb141699432 (data)
- Gemeinsame Normdatei: 112865993X
- International Standard Name Identifier: 0000 0003 6150 7086
- Library of Congress Control Number: n79029899
- Nationale Bibliotheek van Tsjechië: xx0095933
- Nederlandse Thesaurus van Auteursnamen: 069649847
- Système universitaire de documentation: 145553752
- Virtual International Authority File: 223113852
- WorldCat: E39PCjJ74xWWdxm8tYcHMpjKkC